# Mariss Jansons

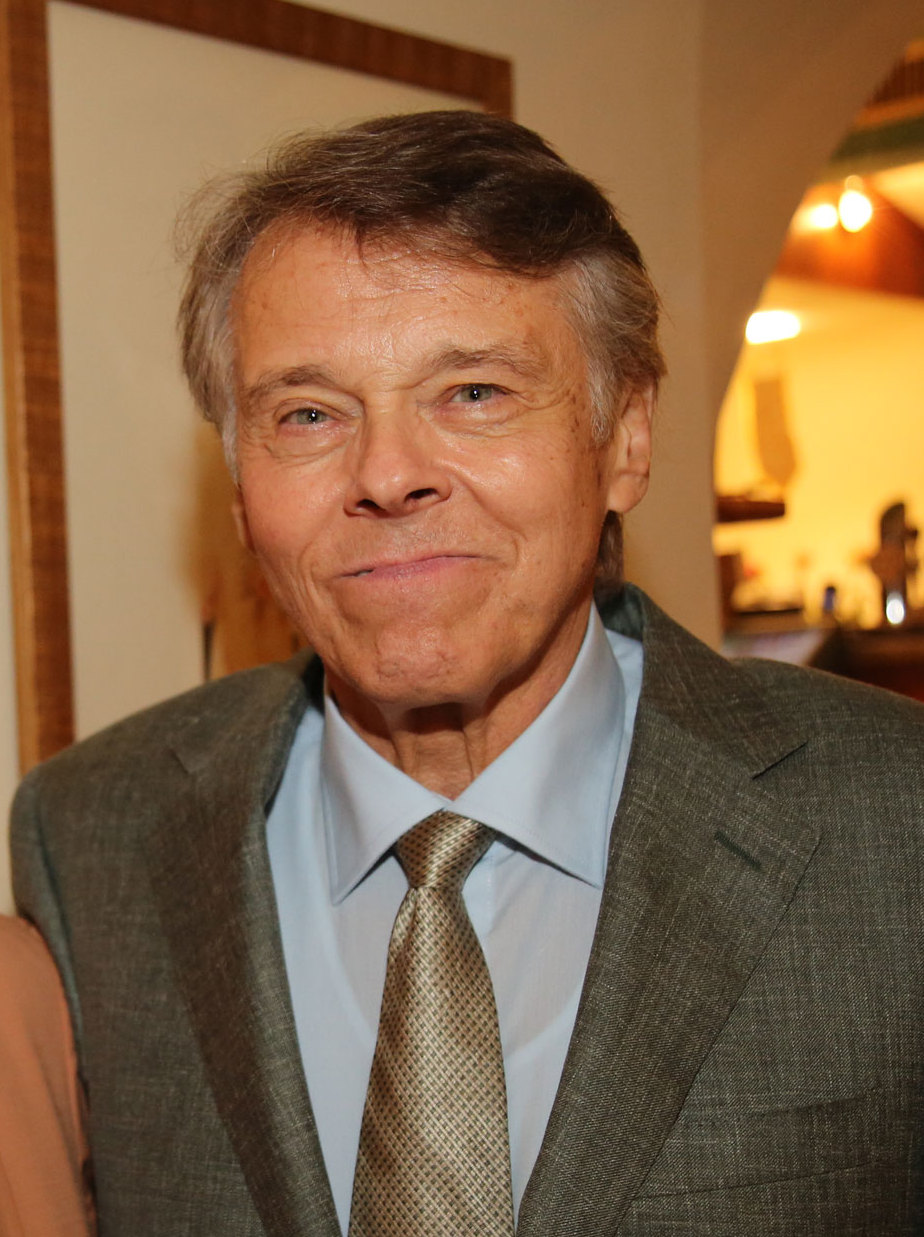
Mariss Jansons (2015)

Mariss Ivars Georgs Jansons (* 14. Januar 1943 in Riga; † 1. Dezember 2019 in Sankt Petersburg) war ein international tätiger lettischer Dirigent.

## Leben
Mariss Jansons wurde 1943 in Riga als Sohn des lettischen Dirigenten Arvīds Jansons geboren. Seine Mutter Iraida Jansone war eine Mezzosopranistin jüdischer Herkunft. Sie brachte ihren Sohn in einem Versteck zur Welt, in das sie sich geflüchtet hatte, nachdem ihr Vater und ihr Bruder im Rigaer Ghetto umgekommen waren.
1946 gewann Jansons' Vater den zweiten Preis in einem nationalen Wettbewerb und wurde Assistent von Jewgeni Mrawinski bei den Leningrader Philharmonikern. 1956 folgte ihm seine Familie nach.
Jansons studierte Violine, Klavier und Dirigieren am Leningrader Konservatorium und ging 1969 nach Österreich, wo er seine Ausbildung bei Hans Swarowsky und Herbert von Karajan fortsetzte. 1973 wurde er wie sein Vater zuvor stellvertretender Dirigent der Leningrader Philharmoniker. Von 1979 bis 2000 war er Leiter des Osloer Philharmonie-Orchesters, mit dem er zahlreiche Aufführungen, Aufnahmen und Tourneen absolvierte. 1996 erlitt er während des Dirigierens von La Bohème einen lebensbedrohlichen Herzanfall auf dem Podium in Oslo, kurz darauf im Spital einen zweiten. Sein Vater war beim Dirigieren verstorben.
1992 wurde er zum Haupt-Gastdirigenten des London Philharmonic Orchestra und 1997 zum Chefdirigenten des Pittsburgh Symphony Orchestra ernannt. Seit Herbst 2003 war er als Nachfolger Lorin Maazels Chefdirigent beim Chor des Bayerischen Rundfunks und Symphonieorchester des Bayerischen Rundfunks; von September 2004 bis März 2015 war er zusätzlich Chefdirigent des Amsterdamer Concertgebouw-Orchesters, hier in der Nachfolge von Riccardo Chailly.
Im Jahr 2006 leitete Jansons erstmals das Neujahrskonzert der Wiener Philharmoniker. Im Oktober 2007 führte er mit dem Chor und dem Symphonieorchester des Bayerischen Rundfunks die Neunte Symphonie von Ludwig van Beethoven und die Chormotette Tu es Petrus von Giovanni Pierluigi da Palestrina im Vatikan auf; das Konzert wurde von zahlreichen Sendern weltweit übertragen.
Weitere Meilensteine der Zusammenarbeit mit den Klangkörpern des Bayerischen Rundfunks waren die Aufführungen der Requiems von Verdi, Mozart und Dvořák; von Strawinskis Psalmensinfonie, Poulencs Stabat Mater und Leonard Bernsteins Chichester Psalms. Im Karajan-Gedenkjahr führte der Karajan-Schüler Johannes Brahms’ Deutsches Requiem auf, eines der Lieblingswerke Karajans, das von der Presse als überragendes Klangereignis gefeiert wurde.
Am 20. April 2010 wurde bekannt, dass Jansons die nächsten Monate wegen Krankheit ausfallen werde. Bei seinem für den 3. Mai 2010 vorgesehenen Debüt an der Wiener Staatsoper (als Dirigent der Bizet-Oper Carmen) vertrat ihn sein Schüler und Landsmann Andris Nelsons am Pult. 2012 dirigierte Jansons zum zweiten Mal das Neujahrskonzert der Wiener Philharmoniker.
Im Herbst 2012 führte er mit dem Symphonieorchester und dem Chor des Bayerischen Rundfunks in der Suntory Hall in Tokio den Zyklus aller neun Beethoven-Symphonien auf.
Nach 2006 und 2012 leitete Jansons auch das Neujahrskonzert der Wiener Philharmoniker 2016.
Nach einem Riss der Achillessehne musste Jansons Dirigate in Wien ab dem 28. November 2019 gesundheitsbedingt absagen. Für ihn sprang Jakub Hrůša bei teilweise geändertem Programm ein.
In der Nacht zum 1. Dezember 2019 starb Mariss Jansons im Alter von 76 Jahren in St. Petersburg im Kreis seiner Familie an den Folgen einer Herzerkrankung. Die Süddeutsche Zeitung titelte in ihrem Feuilleton-Leitartikel: „Die Welt mit Klang umarmen: Der aufrichtigste, integerste, empathischste Dirigent der Welt ist tot.“

## Ehrungen und Auszeichnungen
1971 gewann Jansons den zweiten Preis beim Internationalen Dirigentenwettbewerb Herbert-von-Karajan.
Im Jahr 2006 bekam er gleich mehrere Auszeichnungen, so wurde ihm in Cannes auf der Midem ein Cannes Classical Award als 'Künstler des Jahres' verliehen. Gemeinsam mit dem Symphonieorchester des Bayerischen Rundfunks erhielt er für die Aufnahme der 13. Sinfonie von Dmitri Schostakowitsch einen Grammy in der Kategorie „Beste Orchesterleistung“. Es folgte noch der „Drei-Sterne-Orden“, die höchste Auszeichnung der Republik Lettland.
Er wurde mehrfach von der Deutschen Phono-Akademie mit dem Echo Klassik geehrt; 2018 distanzierte er sich jedoch aufgrund der Kontroverse um den Preis von diesen Auszeichnungen. Im selben Jahr wurde ihm der Bayerische Verdienstorden verliehen. 2009 erhielt er das Österreichische Ehrenkreuz für Wissenschaft und Kunst. 2010 wurde er mit dem Bayerischen Maximiliansorden für Wissenschaft und Kunst ausgezeichnet. 2013 bekam Jansons den Ernst von Siemens Musikpreis überreicht.
Am Tag der Deutschen Einheit 2013 erhielt er vom damaligen Bundespräsidenten Joachim Gauck das Große Verdienstkreuz mit Stern des Verdienstordens der Bundesrepublik Deutschland.
Die Londoner Royal Philharmonic Society ehrte Mariss Jansons im November 2017 mit der Goldmedaille der britischen Konzertgesellschaft „RPS Gold Medal“, die ihm im Rahmen eines Gastkonzerts mit dem Symphonieorchester des Bayerischen Rundfunks in der Londoner Barbican Hall verliehen wurde.
Anlässlich seines 75. Geburtstags wurde 2018 eine Tulpensorte, gezüchtet von einem Letten und einem Niederländer, nach Jansons benannt.
2018 wurde Jansons Ehrenmitglied der Berliner Philharmoniker, der Wiener Philharmoniker und erhielt von den Salzburger Festspielen die Festspielnadel mit Rubinen – die höchste Ehrung der Festspiele, vergleichbar mit einer Ehrenmitgliedschaft.
Am 13. Oktober 2019 erhielt er den Opus Klassik für sein Lebenswerk.
Vor dem Gedenk- und Dankkonzert des Symphonieorchesters des Bayerischen Rundfunks am 15. Januar 2020 in der Philharmonie am Gasteig in München (Gustav Mahlers 2. Symphonie unter Zubin Mehta) verlieh ihm das BRSO, wie für den 14. Mai 2020 vorgesehen, posthum die Karl-Amadeus-Hartmann-Medaille.

## CD-Produktionen
- Ludwig van Beethoven: The Symphonies and Reflections; Symphonieorchester des Bayerischen Rundfunks (BR-Klassik 900119). Diese Produktion wurde mit dem Choc de Classica ausgezeichnet.
- Hector Berlioz: Symphonie fantastique; Symphonieorchester des Bayerischen Rundfunks (BR-Klassik 900121). Diese Produktion wurde mit dem Diapason d’or 5 Star ausgezeichnet.
- Benjamin Britten: War Requiem; Emily Magee, Mark Padmore, Christian Gerhaher, Symphonieorchester des Bayerischen Rundfunks (BR-Klassik 900120). Diese Produktion wurde mit dem Diapason d’or ausgezeichnet.
- Anton Bruckner: Sinfonie Nr. 7; Symphonieorchester des Bayerischen Rundfunks (BR-Klassik 900100). Diese Produktion wurde mit dem ECHO Klassik 2010 ausgezeichnet.
- Antonín Dvořák: Stabat Mater; Erin Wall, Mihoko Fujimura, Christian Elsner, Liang Li, Chor und Symphonieorchester des Bayerischen Rundfunks (BR-Klassik 900142)
- Gustav Mahler: Sinfonie Nr. 5; Symphonieorchester des Bayerischen Rundfunks (BR-Klassik 900150)
- Gustav Mahler: Sinfonie Nr. 7; Symphonieorchester des Bayerischen Rundfunks (BR-Klassik 900101)
- Gustav Mahler: Sinfonie Nr. 9; Symphonieorchester des Bayerischen Rundfunks (BR-Klassik 900151). Diese Produktion wurde mit dem Supersonic vom Pizzicato 2017 ausgezeichnet.
- Sergei Rachmaninow: Die Glocken und Sinfonische Tänze. Chor und Symphonieorchester des Bayerischen Rundfunks (BR-Klassik 900154). Diese Produktion wurde mit dem Diapason d’or und vom britischen Magazin Gramophone als Aufnahme des Monats April 2018 ausgezeichnet.
- Dmitri Schostakowitsch: Sämtliche Sinfonien; Symphonieorchester des Bayerischen Rundfunks (Sinfonie Nr. 2, 3, 4, 12, 13, 14), Berliner Philharmoniker (1), London Philharmonic Orchestra (15), Oslo Philharmonic Orchestra (6, 9), Leningrader Philharmoniker (7), The Philadelphia Orchestra (10, 11), Pittsburgh Symphony Orchestra (8), Wiener Philharmoniker (5) (EMI Classics)
- Richard Strauss: Vier letzte Lieder, Rosenkavalier-Suite, Till Eulenspiegels lustige Streiche; Anja Harteros, Symphonieorchester des Bayerischen Rundfunks (BR-Klassik 900707)
- Richard Strauss: Eine Alpensinfonie, Tod und Verklärung; Symphonieorchester des Bayerischen Rundfunks (BR-Klassik 900148)
- Igor Strawinsky: Le sacre du printemps, Petruschka; Oslo Philharmonic Orchestra (EMI Classics)
- Peter Tschaikowski: Pique Dame; Symphonieorchester des Bayerischen Rundfunks (BR-Klassik 900129). Diese Produktion wurde mit dem International Opera Award 2017 ausgezeichnet.
- His Last Concert – Live at Carnegie Hall in New York: Werke von Richard Strauss und Johannes Brahms, Symphonieorchester des Bayerischen Rundfunks (BR-Klassik 900192 und 900193)
- Mariss Jansons – The Edition, Chor und Symphonieorchester des Bayerischen Rundfunks (BR-Klassik 900200 – 70 Discs)

## Filme (Auswahl)
- Kommunismus.Taktstock.Weltstar. Der musikalische Grenzgänger Mariss Jansons. Dokumentarfilm, Deutschland, 2008, 44 Min., Buch und Regie: Stephan Mayer, Produktion BR. Erstsendung: 26. Dezember 2008 (ARD). Der Film entstand anlässlich des 65. Geburtstages des Dirigenten und zeigt den Verlauf seiner Karriere auch unter Berücksichtigung der politischen Umstände. Programmankündigung mit Inhaltsangabe
- Jansons probt Beethovens Eroica. Dokumentarfilm, Deutschland, 2013, 43:35 Min., Buch und Regie: Eckhart Querner und Sabine Scharnagl, Produktion: BR, Reihe: BR Klassik, Erstsendung: 12. Dezember 2013 beim BR Fernsehen, Inhaltsangabe von ARD. „Für den lettisch-russischen Dirigenten Mariss Jansons ist die Eroica das vielleicht wichtigste symphonische Werk“.
- Mariss Jansons – Musik ist die Sprache von Herz und Seele. Dokumentarfilm, Österreich, 2011, 51 Min., Buch und Regie: Robert Neumüller, Produktion: ORF, Bayerischer Rundfunk, Unitel Classica, Norwegischer Rundfunk, Felix Breisach Medienwerkstatt, Inhaltsangabe von ORF2.
- Die Musik hat immer recht – Der Dirigent Mariss Jansons. Dokumentarfilm, Deutschland, 2013, 44 Min., Buch und Regie: Eckhart Querner und Sabine Scharnagl, Sprecher: Udo Wachtveitl, Produktion: Bayerischer Rundfunk, Erstsendung: 14. Januar 2013 beim Bayerischen Fernsehen, Inhaltsangabe von ARD, und online-Video in der ARD-Mediathek.
- Der Dirigent Mariss Jansons. Dokumentation, Deutschland, 2018, 44 Min., Buch und Regie: Eckhart Querner, Produktion: Bayerischer Rundfunk, Erstsendung: 9. Januar 2018 beim Bayerischen Fernsehen, Inhaltsangabe bei BR-Klassik.